# Mizija
Mizija (bulharsky Мизия) je město ležící v severozápadním Bulharsku, v Dolnodunajské nížině, na obou březích řeky Skăt, která se nedaleko odtud vlévá do řeky Ogosta. Město je správním střediskem stejnojmenné obštiny a má přibližně 2 700 obyvatel.

## Historie
První sídlo na území města založili Thrákové před 5 000 lety, jak dokládá zdejší nález stříbrných thráckých šperků z roku 1925. V 1. století se oblast stala součástí Římské říše jako provincie Moesie a na přelomu 6. a  7. století se zde usídlili Slované. 
Současné sídlo vzniklo až v 18. století a jeho tehdejší název Bukjovci se poprvé objevuje v osmanském berním soupisu z roku 1848. Na začátku 70. let 19. století založili místní obyvatelé tajný revoluční výbor, který měl připravit ozbrojené povstání. V dědině pobývali Vasil Levski, Stojan Zaimov, Georgi Benkovski nebo Petăr Obretenov. Duší výboru se v roce 1874 stal učitel Spas Sokolov, který byl členem Botevova oddílu.
Bukjovci byly osvobozeny během rusko-turecké války 21. listopadu 1877 a následně se staly součástí Bulharského knížectví. V létě roku 1950, během kolektivizace, se více než 200 místních lidí neúspěšně pokusilo vystoupit z nedávno založeného zemědělského družstva. V roce 1970 byly Bukjovci sloučeny se vsí Gložene, ležícím za Ogostou, a povýšeny na město, které dostalo název podle bulharského výrazu pro starověkou provincii Moesii. V roce 1978 byla ves Gložene od města oddělena, přičemž v současnosti patří do obštiny Kozloduj, a Bukjovci zůstaly městem s názvem Mizija.

## Obyvatelstvo
Ve městě žije 3 205 obyvatel a je zde trvale hlášeno 2 931 obyvatel. Podle sčítání 1. února 2011 bylo národnostní složení následující:
- Bulhaři: 2 790 (89.3 %)
- Romové: 311 (10.0 %)
- ostatní: 22 (0.7 %)